# Kärra, Dragsfjärd
Kärra är en by i Dragsfjärd på Kimitoön i Egentliga Finland. Byn är Dragsfjärds kyrkby och före detta kommuncentrum. Kärra ligger på ett näs mellan sjön Dragsfjärden och havsviken Norrfjärden. Kärra med sina grannbyar formar Kimitoöns tredje största ort med 700 invånare.
I Kärra finns Dragsfjärds kyrka, gästhamn, närbutik och bibliotek.